# Фрейтас, Николас
Никола́с Фре́йтас (исп. Nicolás Andrés Freitas Silva; 8 июня 1987, Монтевидео) — уругвайский футболист, полузащитник клуба «Прогресо».

## Биография
Николас Фрейтас начал карьеру в столичном клубе «Белья Виста» в 2006 году. В 2009 году Фрейтас перешёл в чилийский «Эвертон» из Винья-дель-Мара, и оставался игроком этого клуба до окончания сезона 2013/14. За это время полузащитник дважды отдавался в аренду — с начала 2011 года и до окончания сезона 2011/12 он провёл в «Пеньяроле». Наиболее заметным достижением за этот период стал выход с «ауринегрос» в финал Кубка Либертадорес 2011 — это был первый финал в этом турнире для уругвайских команд с 1988 года, и первый финал для «Пеньяроля» с 1987 года. В тяжёлом противостоянии уругвайская команда уступила бразильскому «Сантосу». Фрейтас был одним из лидеров своей команды, сыграв в турнире 13 матчей и забив победный мяч в ворота «Годой-Круса» на групповом этапе. Также он сыграл без замен оба финальных матча.
В сезоне 2012/13 Фрейтас на правах аренды выступал за «Росарио Сентраль», которому помог выиграть Примеру B Насьональ и вернуться в элиту аргентинского футбола. После этого Николас вернулся в «Эвертон», где провёл следующий сезон. Вторую половину 2014 года Фрейтас провёл в «Монтевидео Уондерерс», а затем был отдан в годичную аренду в бразильский «Интернасьонал». С «колорадос» Нико выиграл чемпионат штата Риу-Гранди-ду-Сул и занял пятое место в бразильской Серии A.
В январе 2016 года Фрейтас вернулся в «Пеньяроль». Он сыграл лишь в одном матче Клаусуры, но в итоге также стал чемпионом Уругвая в составе «угольщиков». Также Фрейтас провёл три матча в розыгрыше Кубка Либертадорес 2016 года, в котором «Пеньяроль» выступил неудачно, не сумев выйти из группы.

## Достижения
- Чемпион Уругвая (1): 2015/16
- Чемпион штата Риу-Гранди-ду-Сул (1): 2015
- Чемпион Второго дивизиона Аргентины (1): 2012/13
- Финалист Кубка Либертадорес (1): 2011